# Lipaugus fuscocinereus
Lipaugus fuscocinereus е вид птица от семейство Cotingidae.

## Разпространение
Видът е разпространен в Еквадор, Колумбия и Перу.